# Samara (rivier)

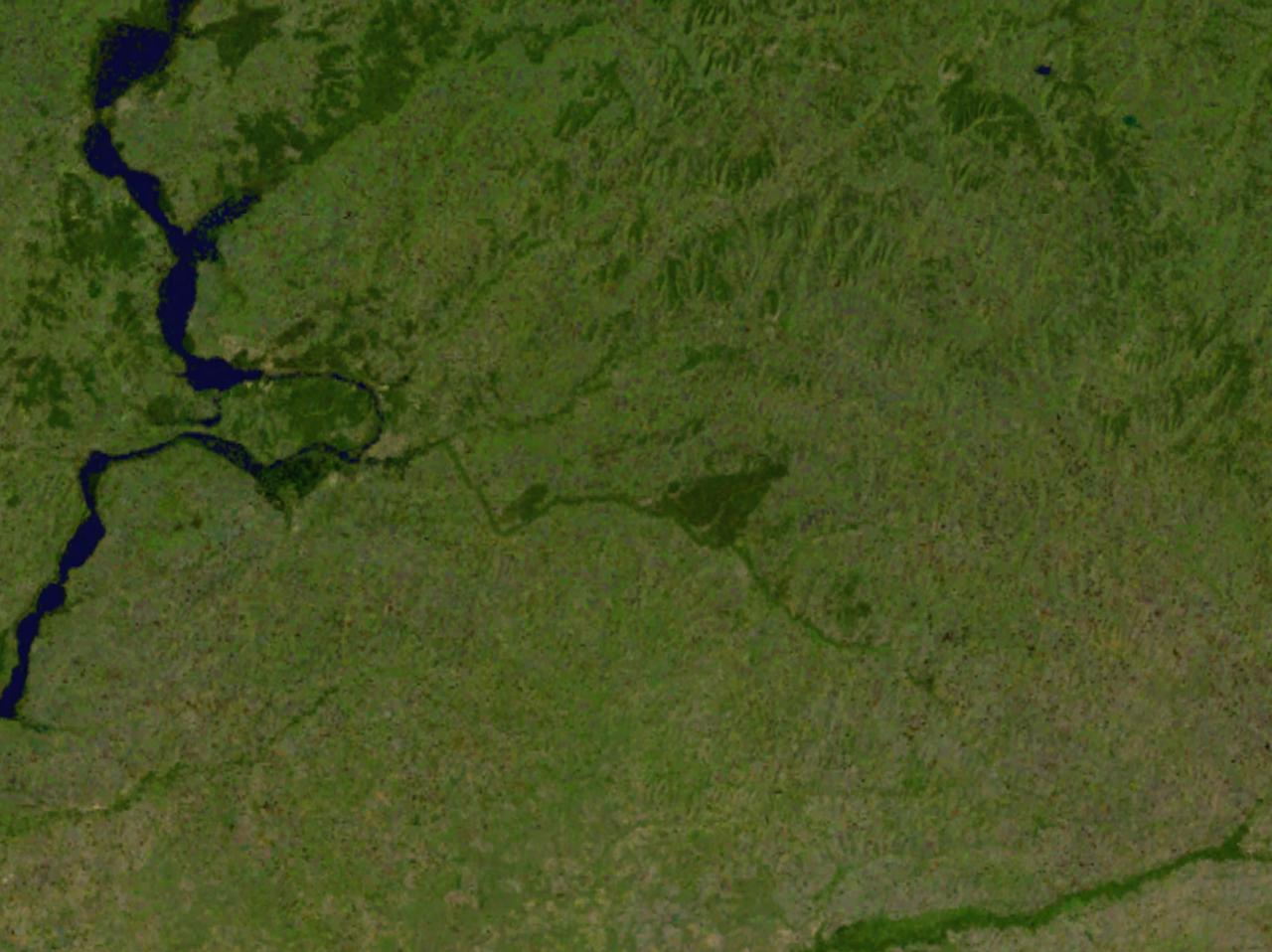
Satellietfoto : de rivier Samara is te zien als groene lijn. De grote blauwe rivier is de Wolga

De Samara (Russisch: Сама́ра) is een rivier in Rusland.
De rivier is totaal 594 kilometer lang. De rivier ontspringt iets ten noordwestelijk van de stad Orenburg in de Oeral. Dit is nog het Europese gedeelte van Rusland, in het zuidoosten ervan. De rivier stroomt voor een groot deel van noordwestelijke en westelijke richting naar de stad Samara. Bij Samara mondt de rivier uit in de Boog van Samara van de Wolga, de grootste rivier van Europa.

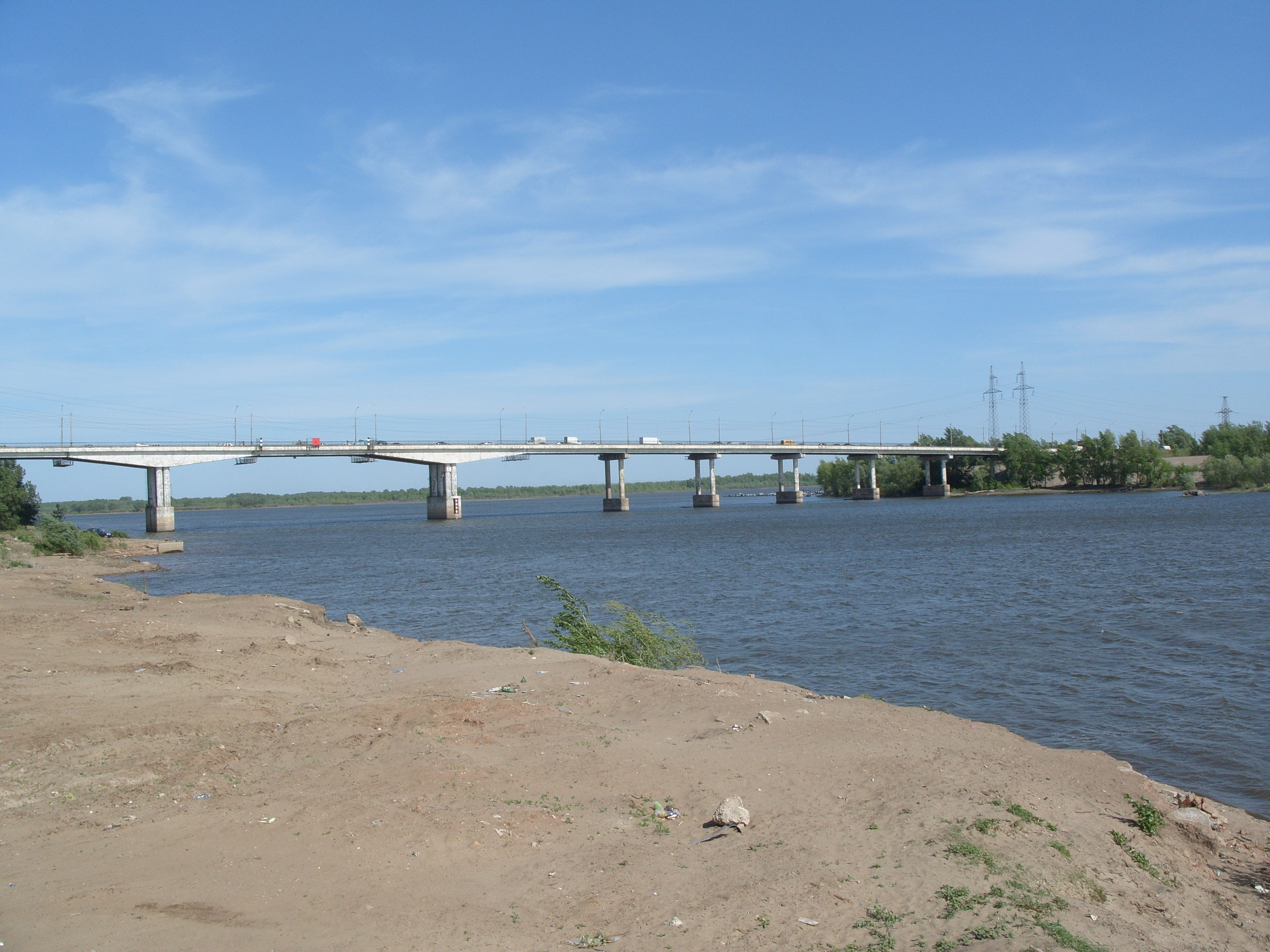
De zuidelijke brug over de Samara rivier in de gelijknamige stad

- Gemeinsame Normdatei: 4799402-2